# Jümme (Fluss)
Die Jümme ist ein Nebenfluss der Leda und der gemeinsame tidenabhängige Unterlauf zweier kleiner Flüsse.
Sie geht aus dem Barßeler Tief hervor an der Stelle, an der – von den Strömungen her als Nebenmündung – nach links der Dreyschloot zur Leda abzweigt. Das Barßeler Tief entsteht 4,66 km stromaufwärts aus der Soeste als größerem Quellfluss und bildet hydrografisch mit der Nummer 3881 den Oberlauf der Jümme. Diese vereinigt sich dort mit dem Nordloher Tief, heute namentlich mit dem Barßeler Tief zum Nordlohe-Barßeler Tief zusammengefasst. Es entsteht an der Einmündung des Nordloher Kanals aus dem Godensholter Tief, mit der Aue aus dem Zwischenahner Meer zum Wasserlauf Aue-Godensholter Tief zusammengefasst.
Die Flussstrecke der Jümme zwischen dem Abzweig des Dreyschloots und ihrer Vereinigung mit der Leda misst 18,33 km. 
Schon nach zweieinhalb Kilometern mündet bei Detern von rechts das Aper Tief, nach acht Kilometern unterhalb von Stickhausen der Nordgeorgsfehnkanal, der das Flusssystem mit dem Ems-Jade-Kanal verbindet. An der Vereinigung der Jümme mit der Leda mündet vom Aspekt her wie auch hydrologisch die kleinere obere Leda von Süden in die größere und geradeaus fließende Jümme-untere Leda.
Die Fischereirechte obliegen dem ortsansässigen Fischereiverein Altes Amt Stickhausen, der sowohl für seine Mitglieder als auch für Gastangler Erlaubnisscheine ausstellt.
Die Anrainergemeinden Detern, Filsum und Nortmoor sind seit 1973 zur Samtgemeinde Jümme zusammengeschlossen.
Zusammen mit der Leda bildet die Jümme ein „Zweistromland“, das Leda-Jümme-Gebiet, eines der landschaftlich reizvollsten Gebiete Ostfrieslands. Außer Flüssen und Entwässerungsgräben gibt es auch stehende Gewässer wie den 11 Hektar großen Jümmesee. 
Vermutlich leitet sich der Name vom mittelniederdeutschen Wort gumme mit der Bedeutung 'wasserhaltige Bodenvertiefung, Tümpel, Wassergraben' ab.

## Schifffahrt
Die Jümme kann über die Leda, den Nordgeorgsfehnkanal und den Elisabethfehnkanal erreicht werden. Sie kann mit Wasserfahrzeugen bis zu einer Länge von 20 m, einer Breite von 4,5 m und einem Tiefgang von 1,2 m befahren werden; der Brückenpegel liegt bei mittlerem Hochwasser bei 4 m. Zusätzlich gibt es zwei Klappbrücken, die nach Voranmeldung geöffnet werden.

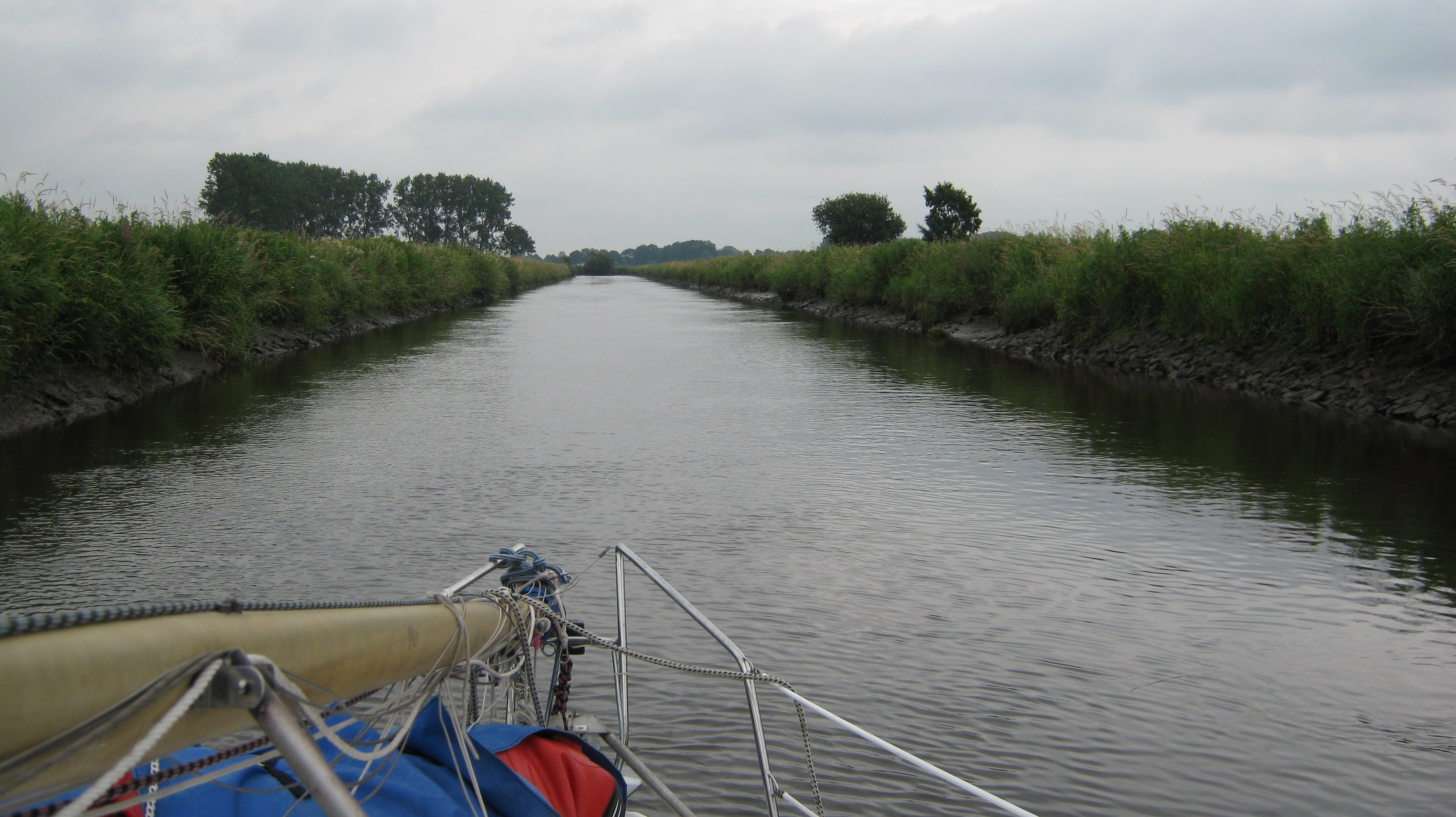
Die Jümme von einem Sportboot aus gesehen
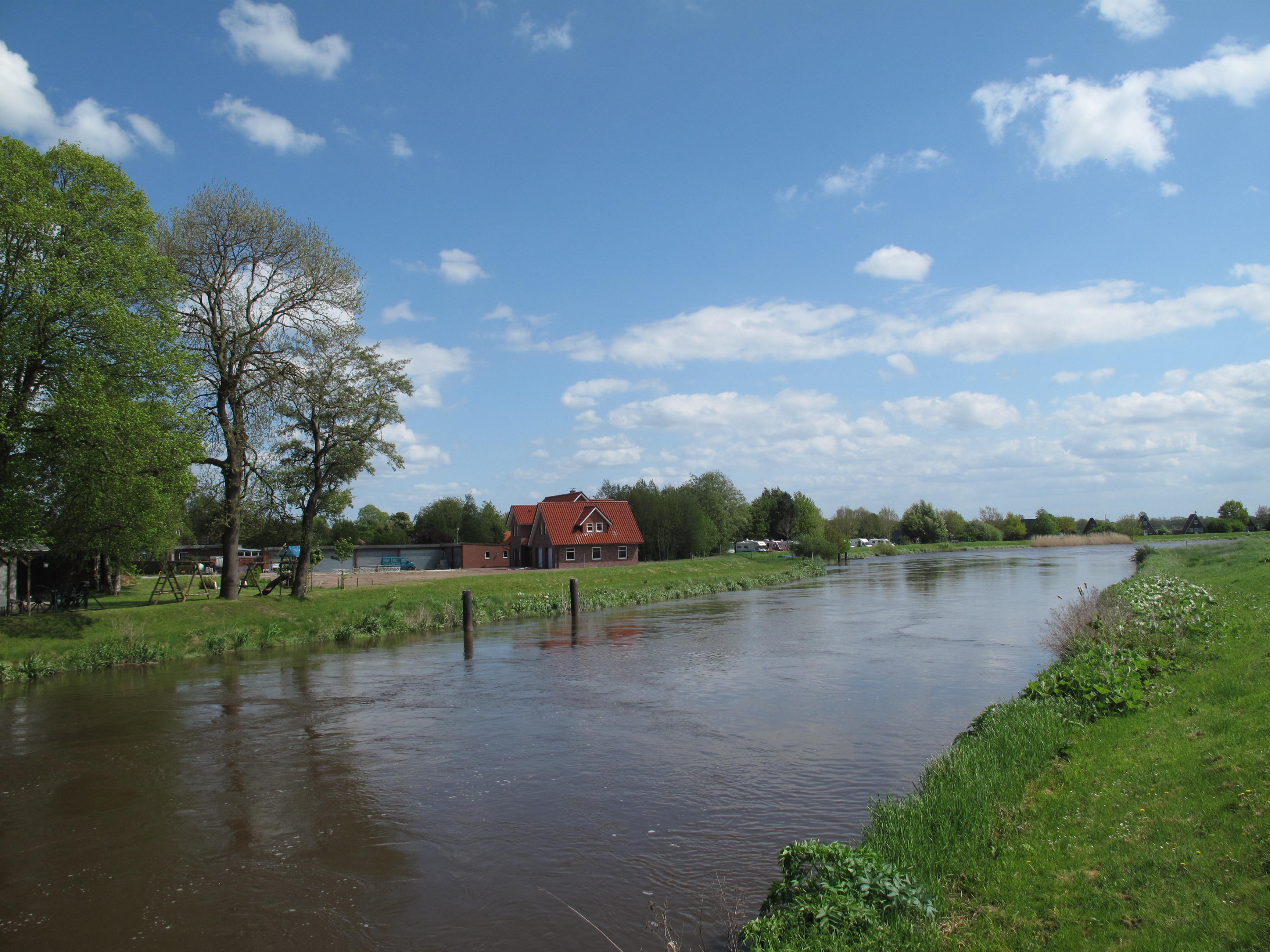
Die Jümme bei Stickhausen